# Богатирьов Юрій Георгійович
Ю́рій Гео́ргійович Богатирьо́в (рос. Юрий Георгиевич Богатырёв; 2 березня 1947, Рига, Латвійська РСР, СРСР — 2 лютого 1989, Москва, РРФСР) — радянський актор театру і кіно. Заслужений артист РРФСР (1981). Народний артист РРФСР (1988).

## Біографія
Народився в родині морського офіцера. Після закінчення 8-ми класів у 1964 році вступив до Художньо-промислового училища імені М. І. Калініна. У 1965 році став учасником дитячого лялькового театру «Глобус», юні актори відвідували театри, кіно, музеї, вечори в Будинку актора, виступали в Будинках культури.
У 1967 році вступив до Московського театрального училища імені Б. В. Щукіна (курс Ю. В. Катіна-Ярцева).
У 1971 році, після закінчення Щукінського училища, був прийнятий в трупу московського театру «Современник».
Перший дебют у кіно відбувся у 1970 році, коли Ю. Богатирьов зіграв роль німецького автоматника в короткометражному фільмі «Спокійний день наприкінці війни», але загальносоюзну відомість принесла роль Єгора Шилова у фільмі Микити Михалкова «Свій серед чужих, чужий серед своїх».
У 1977 році Олег Єфремов запросив Юрія Богатирьова у МХАТ. Деякий час актор грав у двох театрах.
Помер 2 лютого 1989 року у своїй власній квартирі в Москві від серцевого нападу. Похований на Ваганьковському цвинтарі.

### Особисте життя
Був одружений на актрисі Надії Сєрой (нар. 1943). Деякі близькі про цей шлюб і не здогадувалися, інші вважали, що актор був одружений з іншою, хтось вважав цей шлюб фіктивним. Насправді ж Богатирьов був гомосексуалом, який важко прийняв свою орієнтацію вже в дорослому віці. Намагався закохуватися у знайомих акторок. Мав проблеми з алкоголем та лікувався від депресії. Друзі згадують, що коханими актора у різний час були театральний адміністратор Василь Росляков та бармен Олександр Єфімов. Особисте життя актора отримало своє відображення у книзі Наталії Бобрової «Юрій Богатирьов: Не такий, як усі» (2001).

## Нагороди і почесні звання
- Лауреат Премії Ленінського комсомолу (1978)
- Заслужений артист РРФСР (16.01.1981)
- Народний артист РРФСР (17.03.1988)

## Фільмографія
- 1970 — Спокійний день наприкінці війни (короткометражний) — німецький автоматник
- 1974 — Свій серед чужих, чужий серед своїх — Єгор Петрович Шилов, чекіст
- 1974 — Таня (фільм-вистава, реж. Анатолій Ефрос) — Грищенко Андрій Тарасович, молодий інженер
- 1975 — Там, за горизонтом — Дмитро Жерехов, молодий інженер
- 1975 — Раба любові — Володимир Максаков
- 1976 — Мартін Іден (фільм-вистава) — Мартін Іден
- 1976 — Колись у Каліфорнії (фільм-вистава) — Чарлі Твінг
- 1976 — Два капітани — Михайло Ромашов
- 1976 — Вічно живі (фільм-вистава) — Марк, двоюрідний брат Бориса
- 1977 — Освідчення в коханні — Пилипко, письменник
- 1977 — Ніс — імператор Микола I
- 1977 — Незакінчена п'єса для механічного піаніно|Unfinished Piece for the Player Piano — Сергій Павлович Войніцев, нероба-ліберал, чоловік Софії
- 1977—1979 — Відкрита книга — Андрій Львов
- 1978 — Дванадцята ніч (фільм-вистава) — Орсіно, герцог
- 1979 — Останнє полювання — Сергій
- 1979 — Відпустка у вересні — Анатолій Саяпін, колега й приятель Зілова
- 1979 — Кілька днів з життя Обломова — Андрій Іванович Штольц
- 1980 — Дивна відпустка
- 1980 — Заколот (фільм-вистава) — Дмитро Андрійович Фурманов, уповноважений РВР
- 1980 — Мій тато — ідеаліст — Борис Петров, хірург, син Сергія Юрійовича
- 1980 — Глибокі родичі (короткометражний) — Юрик
- 1980 — Восьмий день творіння (короткометражний)
- 1981 — Рідня — Станіслав Павлович (Стасік), зять
- 1981 — І з вами знову я… — Микола I
- 1981 — Цей фантастичний світ. Випуск 6 (фільм-вистава) — Сергій Павлович Нікітін, палеонтолог
- 1981 — Цей фантастичний світ. Випуск 5 (фільм-вистава) — Томас Вулф, письменник
- 1981 — Два рядки дрібним шрифтом|Two Lines in Small Font|Zwei Zeilen, kleingedruckt (СРСР, НДР) — Степан Тишков, революціонер
- 1982 — Старовинний детектив (фільм-вистава)
- 1982 — Час для роздумів — Андрій Павлович Чусов, колишній чоловік
- 1982 — Несподівано-негадано — Ілля Петрович, нотаріус
- 1982 — Візник Геншель (фільм-вистава) — Зібенгар
- 1983 — Людина з країни Грін (фільм-вистава) — Футроз, батько дівчаток
- 1983 — Унікум — Павло Єгорович Перебереєв, начальник відділу
- 1983 — Дещо з губернського життя — Іван Васильович, наречений-інженер
- 1983 — Карантин — дідусь, письменник
- 1984 — Чужа дружина і чоловік під ліжком — Бобиніцин, коханець Глафіри Петрівни, франт з вусами
- 1984 — Мертві душі — Манілов
- 1984 — Злий хлопчик (фільм-вистава)
- 1984 — Цей фантастичний світ. Випуск 10 (фільм-вистава) — полковник Ролінг
- 1986 — Театр В. С. Тургенєва (фільм-вистава)
- 1986 — Вірші А. Л. Барто (фільм-вистава) — головна роль
- 1986 — Шлях (фільм-вистава) — Ілля Миколайович Ульянов
- 1986 — Очі чорні|Dark Eyes|Oci ciornie (Італія, США, СРСР) — Олександр, очільник дворянства
- 1987 — Цей фантастичний світ. Випуск 12 (фільм-вистава) — прокурор
- 1987 — Донечка — Юрій Степанович Іпатов, батько Наталки
- 1987 — Перекид через голову — Олексій Стурис, актор театру, власник папуги
- 1987 — Перша зустріч, остання зустріч — майор Гей
- 1988 — Загадка. Розгадка (фільм-вистава) — батько Рязанцева
- 1988 — Політ птаха — Разлогов Владислав, поет
- 1988 — Презумпція невинності — Козинець, директор групи, співголова товариства тверезості
- 1989 — Дон Сезар де Базан — король Карлос II